# محمية التوهونو أودهام
أمة التوهونو أودهام (بالإنجليزية: The Tohono Oʼodham Nation)‏، هي هيئة حكومية تتكون من تجمع شعب التوهونو أودهام في الولايات المتحدة. وشعب التوهونو أودهام يحكم أربع مناطق منفصلة من الأرض بمساحة إجمالية تقدر بحوالي 2.8 فدان أي ما يقارب 11330 كم2، وهذا ما جعلها ثاني أكبر منطقة تتبع للأصليين في الولايات المتحدة. وتقع هذه الأراضي في صحراء سونوران جنوب وسط ولاية أريزونا. وتم تنظيم شعب التوهونو أودهام في 11 منطقة محلية يحكمها نظام يفصل ما بين السلطات الحكومية الثلاث. سيلز هي صاحبة أكبر مجتمع داخل شعب التوهونو أودهام، ولذلك تعد بمثابة عاصمة التوهونو أودهام. وبلغ التعداد السكاني لشعب التوهونو أودهام حوالي 28,000 فردًا مسجلًا، المعظم يعيشون خارج المحميات.